# Zeigler, Illinois
Zeigler là một thành phố thuộc quận Franklin, tiểu bang Illinois, Hoa Kỳ. Năm 2010, dân số của thành phố này là 1801 người.

## Dân số
Dân số qua các năm:
- Năm 2000: 1669 người.
- Năm 2010: 1801 người.